# Adrian Bohlen
Adrian Bohlen (* 19. Oktober 1679 in Aurich; † 17. März 1727 in Jever) war ein deutscher Kantor und Organist.

## Leben
Bohlen entstammt einer ostfriesischen Lehrer- und Organistenfamilie. 
1697 immatrikulierte er sich an der Universität Wittenberg und studierte dort Theologie. 1700 berief ihn Christian Eberhard von Ostfriesland zum Hofkantor in Aurich. 1702 wurde er Musikdirektor in Stade, und 1705 folgte er einem Ruf des Fürsten Karl Wilhelm von Anhalt-Zerbst nach Jever, wo er als Kantor und Organist an der Stadtkirche wirkte. 
Sein Werk ist weitestgehend verschollen. Nur die preußische Staatsbibliothek bewahrt als einziges eine Kantate, Ach Herr, mich armen Sünder für Sopran, Bass und vierstimmigen Chor, zum 3. Sonntag nach Trinitatis auf.